# Torneo di Wimbledon 2017 - Qualificazioni doppio femminile
Le qualificazioni del doppio femminile del Torneo di Wimbledon 2017 sono state un torneo di tennis preliminare per accedere alla fase finale della manifestazione. I vincitori dell'ultimo turno sono entrati di diritto nel tabellone principale. In caso di ritiro di uno o più giocatori aventi diritto a questi sono subentrati i lucky loser, ossia i giocatori che hanno perso nell'ultimo turno ma che avevano una classifica più alta rispetto agli altri partecipanti che avevano comunque perso nel turno finale.

## Teste di serie
1. Natela Dzalamidze /  Veronika Kudermetova (qualificate)
2. Paula Kania /  Nina Stojanović (qualificate)
3. Monique Adamczak /  Storm Sanders (qualificate)
4. İpek Soylu /  Varatchaya Wongteanchai (qualificate)

1. Lesley Kerkhove /  Lidzija Marozava (ultimo turno, lucky loser)
2. Nicola Geuer /  Dalila Jakupovič (ultimo turno)
3. Jessica Moore /  Akiko Ōmae (ultimo turno, lucky loser)
4. Ashley Weinhold /  Caitlin Whoriskey (ultimo turno, lucky loser)

## Qualificate
1. Natela Dzalamidze /  Veronika Kudermetova
2. Paula Kania /  Nina Stojanović

1. Monique Adamczak /  Storm Sanders
2. İpek Soylu /  Varatchaya Wongteanchai

### Lucky Loser
1. Jessica Moore /  Akiko Ōmae
2. Ashley Weinhold /  Caitlin Whoriskey

1. Lesley Kerkhove /  Lidzija Marozava

## Tabellone qualificazioni

### Legenda
| - Q = Qualificato - WC = Wild card - LL = Lucky loser | - ALT = Alternate - SE = Special Exempt - PR = Protected Ranking | - w/o = Walkover - r = Ritirato - d = Squalificato |

### Sezione 1
|  | Primo turno | Primo turno                            | Primo turno                       | Primo turno | Primo turno |  |  | Ultimo turno | Ultimo turno                           | Ultimo turno                           | Ultimo turno | Ultimo turno |  |
|  |             |                                        |                                   |             |             |  |  |              |                                        |                                        |              |              |  |
|  | 1           | Natela Dzalamidze Veronika Kudermetova | 5                                 | 6           | 6           |  |  |              |                                        |                                        |              |              |  |
|  |             | Irina Chromačëva Maryna Zanevs'ka      | 7                                 | 3           | 1           |  |  | 1            | Natela Dzalamidze Veronika Kudermetova | Natela Dzalamidze Veronika Kudermetova | 6            | 6            |  |
|  |             | Lina Ǵorčeska Polina Monova            | Lina Ǵorčeska Polina Monova       | 3           | 6           |  |  | 8            | Ashley Weinhold Caitlin Whoriskey      | Ashley Weinhold Caitlin Whoriskey      | 4            | 4            |  |
|  | 8           | Ashley Weinhold Caitlin Whoriskey      | Ashley Weinhold Caitlin Whoriskey | 6           | 7           |  |  |              |                                        |                                        |              |              |  |

### Sezione 2
|  | Primo turno | Primo turno                   | Primo turno                   | Primo turno | Primo turno |  |  | Ultimo turno | Ultimo turno                  | Ultimo turno                  | Ultimo turno | Ultimo turno |  |
|  |             |                               |                               |             |             |  |  |              |                               |                               |              |              |  |
|  | 2           | Paula Kania Nina Stojanović   | Paula Kania Nina Stojanović   | 6           | 6           |  |  |              |                               |                               |              |              |  |
|  | WC          | Tara Moore Conny Perrin       | Tara Moore Conny Perrin       | 4           | 0           |  |  | 2            | Paula Kania Nina Stojanović   | Paula Kania Nina Stojanović   | 6            | 6            |  |
|  |             | Liu Fangzhou Zhu Lin          | Liu Fangzhou Zhu Lin          | 3           | 65          |  |  | 6            | Nicola Geuer Dalila Jakupovič | Nicola Geuer Dalila Jakupovič | 4            | 1            |  |
|  | 6           | Nicola Geuer Dalila Jakupovič | Nicola Geuer Dalila Jakupovič | 6           | 7           |  |  |              |                               |                               |              |              |  |

### Sezione 3
|  | Primo turno | Primo turno                         | Primo turno                         | Primo turno | Primo turno |  |  | Ultimo turno | Ultimo turno                   | Ultimo turno                   | Ultimo turno | Ultimo turno |  |
|  |             |                                     |                                     |             |             |  |  |              |                                |                                |              |              |  |
|  | 3           | Monique Adamczak Storm Sanders      | Monique Adamczak Storm Sanders      | 7           | 6           |  |  |              |                                |                                |              |              |  |
|  | WC          | Freya Christie Gabriella Taylor     | Freya Christie Gabriella Taylor     | 6(0)        | 4           |  |  | 3            | Monique Adamczak Storm Sanders | Monique Adamczak Storm Sanders | 6            | 7            |  |
|  |             | Jana Čepelová Aliaksandra Sasnovich | Jana Čepelová Aliaksandra Sasnovich | 5           | 3           |  |  | 7            | Jessica Moore Akiko Ōmae       | Jessica Moore Akiko Ōmae       | 4            | 5            |  |
|  | 7           | Jessica Moore Akiko Ōmae            | Jessica Moore Akiko Ōmae            | 7           | 6           |  |  |              |                                |                                |              |              |  |

### Sezione 4
|  | Primo turno | Primo turno                        | Primo turno | Primo turno | Primo turno |  |  | Ultimo turno | Ultimo turno                       | Ultimo turno | Ultimo turno | Ultimo turno |  |
|  |             |                                    |             |             |             |  |  |              |                                    |              |              |              |  |
|  | 4           | İpek Soylu Varatchaya Wongteanchai | 1           | 6           | 6           |  |  |              |                                    |              |              |              |  |
|  |             | Denisa Allertová Kristína Kučová   | 6           | 0           | 1           |  |  | 4            | İpek Soylu Varatchaya Wongteanchai | 2            | 6            | 6            |  |
|  |             | Kristie Ahn Madison Brengle        | 4           | 6           | 5           |  |  | 5            | Lesley Kerkhove Lidzija Marozava   | 6            | 3            | 3            |  |
|  | 5           | Lesley Kerkhove Lidzija Marozava   | 6           | 3           | 7           |  |  |              |                                    |              |              |              |  |